# Castelo Branco (Cariacica)
Castelo Branco é um bairro da região 7 no município de Cariacica, Espírito Santo, Brasil.

## Outras características
O bairro possui praça, quadra esportiva, escola, comércio, diversas igrejas e Feira Livre.
Tem infra-estrutura de água, esgoto, eletricidade e coleta regular de resíduos pela PMC (Prefeitura Municipal de Cariacica).
É servido de transporte rodoviário, com disponibilidade de diversas linhas de ônibus ligando o bairro à Capital e aos demais municípios da Região Metropolitana da Grande Vitória.

## Bairros limítrofes
- Bela Vista
- Rio Marinho
- Padre Gabriel
- Santa Catarina